# Schlacht von Lowetsch
Zimnicea – 
Nikopol – 1. Schipkapass  –  Elena – 2. Schipkapass – Plewen – Lowetsch – 3. Schipkapass – Zivin – Kızıl Tepe – Aladscha – Gorni-Dubnik – Kars – Taschkesen – 4. Schipkapass – Plowdiw
Die Schlacht von Lowetsch (bulgarisch Битка при Ловеч Bitka pri Lowetsch) war eine Schlacht des Russisch-Osmanischen Krieges 1877–1878. Sie fand während der großen Belagerung von Plewen statt. Russische Einheiten konnten die Festung von Lowetsch erfolgreich einnehmen und so den wichtigsten osmanischen Versorgungs- und Meldeweg nach Plewen unterbrechen.
Im Juli 1877, kurz nach Beginn der Belagerung von Plewen, erhielt der osmanische Befehlshaber Osman Pascha 15 Bataillone Verstärkung aus Sofia. Er nutzte diese Truppen, um die Befestigungen von Lowetsch auszubauen, das auf dem Weg zwischen Orchanie und Plewen liegt.
Nach zwei vergeblichen Sturmangriffen auf Plewen hatte die russische Armeeführung ihre Taktik geändert und mit der Belagerung der Stadt begonnen. Die Belagerungsarmee bestand aus etwa 100.000 Soldaten. Um die osmanische Versorgung zu unterbinden, wurde daher der russische General Imeretinski mit 25 Bataillonen Infanterie, 15 Kosakenschwadronen und 98 Kanonen, zusammen rund 22.000 Mann, nach Lowetsch entsandt.
Am 1. September 1877 trafen sich die russischen Generäle Alexander Imerentinsky, Skobelew und Vladimir Dobrowolski mit ihren rund 27.000 Soldaten vor Lowetsch zum Angriff. Der Angriff wurde durch den Abschuss von 4883 Granaten vorbereitet. Osman Pascha rückte am 3. September mit 20 Bataillonen aus Plewen aus, um seine Truppen in Lowetsch zu unterstützen. Allerdings erreichte er die Stadt erst nach dem Fall an die Russen. Er konnte nur die aus der Stadt fliehenden Truppen auffangen und so seine eigenen Kräfte um drei Bataillone verstärken. Osman Pascha erreichte so 30.000 Mann, die höchste Stärke, die er je zur Verfügung hatte. Die Russen verbesserten ihren Belagerungsring um Plewen und ohne Versorgung war das Schicksal der osmanischen Besatzung besiegelt. Es sollten aber noch drei Monate bis zu ihrer Aufgabe vergehen. Es folgte die Schlacht von Gorni-Dubnik.